# Ваньнин
Ваньни́н (кит. упр. 万宁, пиньинь Wànníng) — город субокружного уровня в провинции Хайнань КНР.

## История
Во времена империи Тан в 631 году из уезда Вэньчан был выделен уезд Ваньань (万安县). В 662 году была создана Ваньаньская область (万安州), власти которой разместились в уезде Ваньань. Во времена империи Сун Ваньаньская область была в 1074 году преобразована в Ваньаньский военный округ (万安军). В 1136 году был расформирован военный округ, а в бывшем месте размещения его властей был создан уезд Ваньнин (万宁县), но уже в 1143 году уезд Ваньнин был упразднён, а военный округ — воссоздан.
Во времена империи Мин Ваньаньский военный округ был в 1370 году преобразован в Ваньчжоускую область (万州) Цюнчжоуской управы (琼州府).
Во времена империи Цин в 1905 году Ячжоуская область (崖州) была выведена из подчинения властям Цюнчжоуской управы, став Ячжоуской непосредственно управляемой областью (崖州直隶州), а Ваньчжоуская область (万州) была наоборот, понижена в статусе, став уездом Ваньсянь (万县), и включена в состав Ячжоуской непосредственно управляемой области. После Синьхайской революции в Китае была проведена реформа структуры административного деления, в результате которой управы и области были упразднены. Так как оказалось, что в провинции Сычуань тоже имеется уезд Ваньсянь, в 1914 году уезд Ваньсянь провинции Гуандун вновь получил древнее название Ваньнин.
После перехода острова Хайнань под контроль КНР был создан Административный район Хайнань (海南行政区) провинции Гуандун, и уезд вошёл в его состав.
В декабре 1958 года уезды Цюндун (琼东县), Лэхуэй (乐会县) и Ваньнин были объединены в уезд Цюнхай. В ноябре 1959 года уезд Ваньнин был воссоздан.
В 1970 году Административный район Хайнань был переименован в Округ Хайнань (海南地区), но в 1972 году округ снова стал административным районом.
13 апреля 1988 года Административный район Хайнань был преобразован в отдельную провинцию Хайнань; административных единиц окружного уровня в то время в провинции не имелось, и уезд был подчинён напрямую властям провинции.
Постановлением Госсовета КНР от 5 августа 1996 года уезд Ваньнин был преобразован в городской уезд.

## Административное деление
Городской уезд делится на 12 посёлков.

## Экономика
Развито сельское хозяйство, в том числе выращивание кофе. 